# Parque de Picadueñas
El parque de Picadueñas es un parque público localizado en Jerez de la Frontera (Andalucía, España).

## Recursos
Además de sus jardines, destacada un parque canino.

## Localización
Se ubica en el Distrito Oeste de la ciudad.

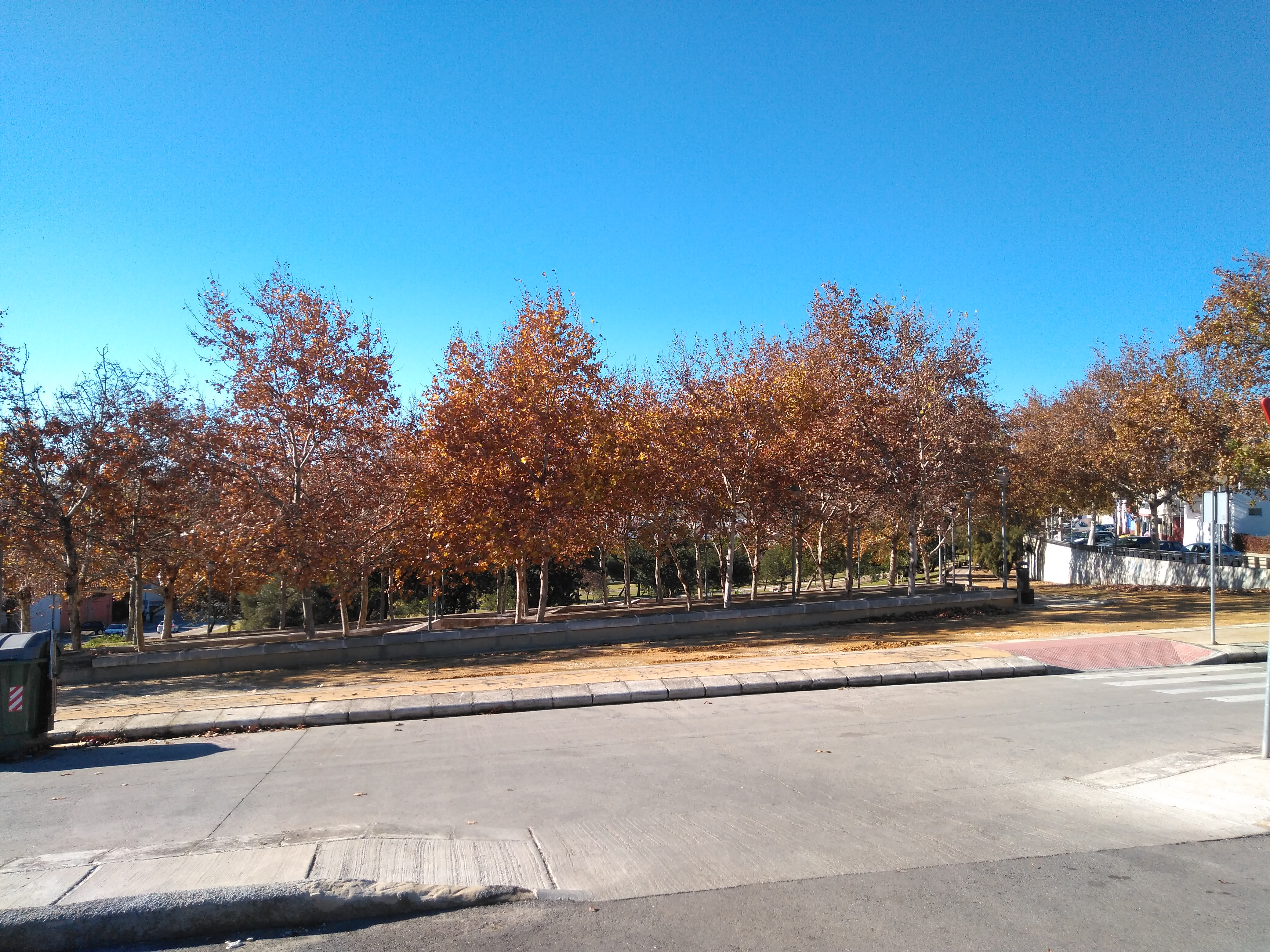
Parte alta del parque en otoño